# Max-Planck-Institut für Nachhaltige Materialien
Das Max-Planck-Institut für Nachhaltige Materialien ist eine außeruniversitäre Forschungseinrichtung in Düsseldorf. Es ist seit 1971 in Form einer GmbH rechtlich selbständig; alleiniger Gesellschafter ist die Max-Planck-Gesellschaft (MPG). Arbeitsgebiet des Instituts ist die anwendungsnahe und interdisziplinäre Grundlagenforschung auf dem Gebiet der Materialwissenschaften.

## Geschichte
Die Gründung des Instituts wurde im März 1917 auf Initiative Otto Petersens vom Verein Deutscher Eisenhüttenleute, dem heutigen Stahlinstitut VDEh, unter dem Vorsitz Friedrich Springorums beschlossen. Noch im selben Jahr wurde der Beschluss von dem neuen VDEh-Vorsitzenden Albert Vögler realisiert und das neue Institut als Kaiser-Wilhelm-Institut für Eisenforschung mit Düsseldorf als Standort in die Kaiser-Wilhelm-Gesellschaft eingegliedert, wobei die Finanzierung vom Stahlwerksverband übernommen wurde. Gründungsdirektor war Fritz Wüst, Professor für Eisenhüttenkunde der TH Aachen, so dass das neue Kaiser-Wilhelm-Institut 1918 seine Arbeit zunächst in Wüsts Eisenhüttenmännischem Institut in Aachen aufnahm.
1921 erfolgte die Verlegung nach Düsseldorf, wo das Institut zunächst in einer Halle der damaligen Rheinischen Metallwaaren- und Maschinenfabrik untergebracht wurde. Nachdem am 31. Dezember 1922 Wüst in den Ruhestand getreten war, wurde nach Wüsts Vorschlag sein bisheriger Stellvertreter und Vorsteher der mechanisch-technologischen Abteilung Friedrich Körber Institutsdirektor. Während seines ersten Amtsjahres geriet das Institut in große Schwierigkeiten durch die extreme Inflation und die Ruhrbesetzung, wovon sich das Institut ab 1924 langsam erholte. Dazu trug seit 1925 eine zusätzliche Unterstützung durch die Deutsche Forschungsgemeinschaft bei.
Das Institut entwickelte sich erfolgreich weiter, so dass die bisherigen Gebäude nicht mehr genügten und Körber mit seinen Mitarbeitern ein zukunftsfähiges neuzeitliches Institutsgebäude zu planen begann. 1934–1935 errichtete der VDEh unter dem Vorsitz Albert Vöglers auf einem von der Stadt zweckgebunden überlassenen Grundstück das heutige Institutsgebäude, das Haus der Eisenindustrie.
Vor und während des Zweiten Weltkrieges war das Institut in das System kriegsrelevanter Forschung des Nationalsozialismus eingebunden. Das Institut wurde auf Grund von schweren Bombenschäden 1943 in die Bergakademie Clausthal ausgelagert. 1944 starb Körber, und Franz Wever, Vorsteher der physikalischen Abteilung, wurde Institutsdirektor. 1945 war das Düsseldorfer Institutsgelände von den Briten besetzt, aber dem VDEh-Geschäftsführer Otto Petersen gelang die Beschaffung von Mitteln aus der Stahlindustrie, sodass bereits 1946–1947 das Institutsgebäude wieder aufgebaut werden und das Institut aus Clausthal zurückkehren konnte. 
Der von 1939 bis 1946 als Wissenschaftlicher Mitarbeiter des Kaiser-Wilhelm-Instituts für Eisenforschung tätige gebürtige Düsseldorfer Wilhelm Anton Fischer (* 1911) war von 1946 bis 1973 Leiter der Metallurgischen Laboratorien des Max-Planck-Instituts für Eisenforschung in Düsseldorf. Nach der Gründung der Max-Planck-Gesellschaft im Jahr 1948 wurde das Institut von dieser übernommen.
Mit seinen Forschungsarbeiten erreichte das Institut weltweit Spitzenpositionen, wie beispielsweise die Untersuchungen zum zeitlichen Verlauf der Umwandlungen von Stählen mit der Entdeckung des Zwischenstufengefüges zeigen, das zuerst von Wever und H. Lange eingehend untersucht wurde und international als Bainit bezeichnet wurde. Nach der Emeritierung Wevers 1959 wurde Willy Oelsen, Professor für Eisenhüttenkunde und Gießereiwesen der Bergakademie Clausthal zum Institutsdirektor berufen. Er war mit dem Institut wohl vertraut, da er dort vor dem Kriege  Vorsteher der chemischen und metallurgischen Abteilung gewesen war. Das Institut gliederte sich nun in Laboratorien. Laborleiter des Laboratoriums Konstitutionsforschung war Adolf Rose. Zusammen mit ihm gab Angelica Schrader das Standardwerk De ferri metallographia (Alta auctoritas Communitatis Europaeae carbonis ferrique ), Teil 2: Gefüge der Stähle (Verlag Stahleisen, Düsseldorf 1966) heraus. 1953 übernahm Otto Krisement die Leitung des neu eingerichteten mikrokalorimetrischen Laboratoriums. Wolfgang Pitsch führte die Arbeit Angelica Schraders fort und leitete die Arbeitsgruppe Metallphysik. Oelsen leitete das Institut bis zu seinem Tode 1970.
Mit der Berufung Hans-Jürgen Engells zum Institutsdirektor und Wissenschaftlichem Mitglied der Max-Planck-Gesellschaft 1971 wurde das Institut neu strukturiert und in eine Gesellschaft mit beschränkter Haftung umgewandelt, deren Gesellschafter zu gleichen Teilen die Max-Planck-Gesellschaft und der VDEh wurden. Seitdem ist es, anders als die übrigen Max-Planck-Institute, rechtlich selbständig. Engell sorgte für eine Ausweitung der Grundlagenforschung auf Materialien außerhalb des traditionellen Arbeitsgebietes des Institutes, so dass auch intermetallische Phasen und deren Legierungen schwerpunktmäßig untersucht wurden.
Nach der Emeritierung Engells 1990 wurde Peter Neumann zum Institutsdirektor berufen, der seit 1980 Direktor der Abteilung Physikalische Metallkunde war. Unter seiner Leitung wurde 1999 die Generalsanierung des Institutsgebäudes begonnen, und er führte die kollegiale Leitung des Institutes ein. 2004 wurde Neumann emeritiert. Den Vorsitz der Geschäftsführung (turnusgemäß bis 2010) übernahm nun Martin Stratmann, der nach früherer Forschungstätigkeit im Institut 2000 als Wissenschaftliches Mitglied der Max-Planck-Gesellschaft und Direktor der Abteilung Grenzflächenchemie und Oberflächentechnik an das Institut zurückgekehrt war. Es folgte Dierk Raabe, Wissenschaftliches Mitglied der Max-Planck-Gesellschaft und Direktor der Abteilung Mikrostrukturphysik und Legierungsdesign seit 1999, der 2004 den Gottfried-Wilhelm-Leibniz-Preis für seinen prägenden Einfluss auf die modernen Materialwissenschaften erhielt. Dazu wurden als Wissenschaftliche Mitglieder der Max-Planck-Gesellschaft und Direktoren am Institut Jörg Neugebauer (2004), Anke Pyzalla (2005–2008) und Gerhard Dehm (2012) neu berufen.
Nachdem der VDEh die jährlichen Zuschüsse aufgrund struktureller Probleme der Stahlindustrie seit 2016 reduziert und die Finanzierungsvereinbarung im Oktober 2019 mit Wirkung zum 31. Dezember 2021 vollständig aufgekündigt hatte, trat er im März 2020 sämtliche Geschäftsanteile an die Max-Planck-Gesellschaft ab, die damit zum alleinigen Gesellschafter wurde. Im April 2024 wurde das Institut in Max-Planck-Institut für Nachhaltige Materialien umbenannt.

## Arbeitsgebiete
Wesentliche Ziele des Instituts sind die Aufklärung physikalischer und chemischer Prozesse und Reaktionen der Werkstoffe sowie die Entwicklung neuartiger Werkstoffe für hochspezialisierte technische Anwendungen.
Es gliedert sich in die vier wissenschaftlichen Abteilungen:
- Computergestütztes Materialdesign (Jörg Neugebauer)
- Grenzflächenchemie und Oberflächentechnik (N.N.)
- Mikrostrukturphysik und Legierungsdesign (Dierk Raabe)
- Struktur und Nano-/Mikromechanik von Materialien (Gerhard Dehm)

Zusammen mit dem Max-Planck-Institut für Kohlenforschung, der Ruhr-Universität Bochum und der Universität Duisburg-Essen unterhält das Max-Planck-Institut für Nachhaltige Materialien die International Max Planck Research School for Sustainable Metallurgy (IMPRS-SusMet).

## Geschäftsführung
- Dierk Raabe, Vorsitzender der Geschäftsführung
- Gerhard Dehm, stellv. Vorsitzender der Geschäftsführung
- Jörg Neugebauer, Geschäftsführer
- Kai de Weldige, Kaufmännischer Geschäftsführer